# Metodología de ciencias sociales
La metodología en las ciencias sociales es el conjunto de procedimientos que se utiliza con el objetivo de obtener conocimiento científico de los hechos sociales. Abarca una serie de procedimientos de recogida de datos, cuya naturaleza condiciona también los métodos de análisis. 
La investigación social permite obtener nuevos conocimientos (investigación básica) o estudiar una situación social para diagnosticar necesidades y problemas a los efectos de aplicar los conocimientos con finalidades prácticas (investigación aplicada). Se emplean la observación y la experimentación comunes en otras ciencias, pero gozan de mayor extensión otros procedimientos más específicos como las encuestas, la documentación (trabajo en biblioteca u otro centro de documentación), el análisis estadístico de datos secundarios y los métodos cualitativos.
Las metodologías de investigación social se pueden clasificar en cuantitativas y cualitativas. Si bien son diferentes en muchos aspectos, ambos abordajes implican una interacción sistemática entre teoría y datos. La elección de metodologías en ciencias sociales está relacionada con los fundamentos de las ciencias sociales y las peculiaridades que presentan en relación con otras ciencias.
Muchas de las disciplinas científicas sociales han tenido discusiones epistemológicas respecto a qué es una ciencia. En sus inicios se tomó como modelo de ciencia a la física y a las demás ciencias naturales experimentales. Sin embargo, con el tiempo se ha identificado la particularidad del objeto de estudio, que es la sociedad, la cual no se encuadra dentro de los métodos y supuestos que estudian las ciencias naturales.[cita requerida] En particular los sistemas sociales generalmente no permite la realización de ciertos experimentos en condiciones controladas de laboratorio, y en otros casos los efectos predichos son de tipo cualitativo y resulta difícil establecer límites cuantitativos para dichas predicciones.

## Definición
La investigación social es el proceso por el cual se llega al conocimiento en el campo de la realidad social o investigación pura que permite diagnosticar problemas o necesidades sociales. En primer lugar, es sistemática, es decir, está basada en relaciones lógicas fiables y no únicamente en creencias personales. Por otra parte, duda de si los resultados obtenidos son significativos y apunta las limitaciones inherentes a la investigación. Esta búsqueda implica en primer lugar la fijación de un objetivo. Por tanto, dentro de la diversidad existe el propósito de describir un fenómeno y la búsqueda de respuestas y explicaciones que le atañen. 
Se pueden encontrar distintos tipos de investigaciones sociales que se clasifican:

### Según la finalidad
- Básica: tiene por objetivo principal ampliar los conocimientos de una determinada disciplina científica, a pesar de no ser prioritaria la aplicación práctica.
- Aplicada: su objetivo principal es la aplicación práctica de cierto tema.

### Según el alcance temporal
- Sincrónica: busca conocer cómo es un fenómeno social en un momento determinado.
- Diacrónica: busca la evolución de un fenómeno a lo largo del tiempo.
- Retrospectiva: pretende conocer la evolución de un fenómeno desde el pasado.
- Prospectiva: busca conocer la evolución posible de un fenómeno en el futuro.  Dentro de las investigaciones prospectivas encontramos dos tipologías diferenciadas: la de panel y la de tendencia.

### Según la profundidad
- Descriptiva: trata de conocer un fenómeno social sin importar las causas.
- Explicativa: pretende conocer el fenómeno social y sus causas.
- Expositiva: no solo pretende medir variables sino estudiar las relaciones de influencia entre ellas

### Según la amplitud
- Macrosociológica: de corte clásico, enfocada a espacios de cierta relevancia universal. Suele trabajar con grandes universos poblacionales.
- Microsociológica: de corte postmoderno, enfocada a espacios de relevancia cotidiana. Suele trabajar con universos poblacionales locales.

### Según el carácter
- Cuantitativa: Se trata de fenómenos susceptibles de cuantificación, haciendo un uso generalizado del análisis estadístico y de los datos objetivos y numéricos.
- Cualitativa: se orienta a la interpretación de los actores, los propios sujetos que son objeto de investigación.

### Según las fuentes
- Primarias: utilizan datos o información de primera mano generada por los investigadores.
- Secundarias: utilizan información de segunda mano generada con anterioridad o de forma ajena a la investigación (registros, bases de datos y encuestas oficiales).

## Metodología cuantitativa
La investigación cuantitativa es una estrategia de investigación que se centra en cuantificar la recopilación y el análisis de datos. Se forma a partir de un enfoque deductivo en el que se hace hincapié en la comprobación de la teoría, moldeada por filosofías empiristas y positivistas.
Asociada con las ciencias naturales, aplicadas, formales y sociales, esta estrategia de investigación promueve la investigación empírica objetiva de los fenómenos observables para probar y comprender las relaciones. Esto se hace a través de una variedad de métodos y técnicas de cuantificación, reflejando su amplia utilización como estrategia de investigación en diferentes disciplinas académicas.
El objetivo de la investigación cuantitativa es desarrollar y emplear modelos matemáticos, teorías e hipótesis relacionadas con los fenómenos. El proceso de medición es fundamental para la investigación cuantitativa porque proporciona la conexión fundamental entre la observación empírica y la expresión matemática de las relaciones cuantitativas.
Los datos cuantitativos son cualquier dato que esté en forma numérica, como estadísticas, porcentajes, etc. El investigador analiza los datos con la ayuda de estadísticas y espera que los números produzcan un resultado imparcial que pueda generalizarse a una población mayor. La investigación cualitativa, por otro lado, indaga profundamente en experiencias específicas, con la intención de describir y explorar el significado a través del texto, la narrativa o los datos visuales, desarrollando temas exclusivos para ese conjunto de participantes.
La investigación cuantitativa se utiliza ampliamente en psicología, economía, demografía, sociología, marketing, salud comunitaria, salud y desarrollo humano, estudios de género y ciencias políticas; y con menos frecuencia en antropología e historia. La investigación en ciencias matemáticas, como la física, también es "cuantitativa" por definición, aunque este uso del término difiere en el contexto. En las ciencias sociales, el término se relaciona con los métodos empíricos que se originan tanto en el positivismo filosófico como en la historia de la estadística, en contraste con los métodos de investigación cualitativa.
Las características principales son:
- La estrategia más relevante de acceso a los datos es la encuesta.
- El objetivo de investigación son los hechos sociales.
- El tipo de análisis utilizado se basa en procedimientos estadísticos.

## Metodología cualitativa
La investigación cualitativa es el método científico de observación para recopilar datos no numéricos. Se suelen determinar o considerar técnicas cualitativas todas aquellas distintas al experimento. Es decir, entrevistas, encuestas, grupos de discusión o técnicas de observación y observación participante. La investigación cualitativa recoge los discursos completos de los sujetos para proceder luego a su interpretación, analizando las relaciones de significado que se producen en determinada cultura o ideología. Es usada principalmente en las ciencias sociales. Pero, también, se ha empezado a emplear en el campo educativo de manera significativa.
La investigación cualitativa se basa en "estudios de caso, experiencias personales, introspección, historias de vida, entrevistas, artefactos y textos y producciones culturales, junto con textos observacionales, históricos, interactivos y visuales". La investigación cualitativa no insiste en la representativa muestra de sus resultados. Adquiere validez externa a través de diversas estrategias, entre ellas el trabajo de campo, la triangulación de resultados o la adopción de representativo estructural: incluir en la muestra a miembros de los principales elementos de la estructura social en torno al fenómeno de estudio.
Es metodológicamente un enfoque interpretativo, naturalista hacia su objeto de estudio. Esto significa comprender la realidad en su contexto natural y cotidiano, intentando interpretar los fenómenos de acuerdo con los significados que le otorgan las personas implicadas. Con la investigación cualitativa, se obtienen datos descriptivos: las propias palabras de las personas, habladas o escritas, y la conducta observable. 
Las características principales son:
- Las técnicas más importantes de captación de los datos son el grupo de discusión (reunión de 7 a 9 personas que representan un determinado grupo social) y las entrevistas en profundidad (entrevistas sin cuestionario pero con un guion mínimo).
- Las personas son anónimas y se las escoge como representativas de un grupo, perfil o discurso social.
- El análisis de los discursos, descubrir los valores, las normas culturales, los prejuicios, las actitudes de un determinado grupo social.

## Obtención de datos

### Encuestas y cuestionarios
Las encuestas son una herramienta directa y rápida para obtener datos de una sociedad, pero tienen riesgos y limitaciones. Se calcula la dimensión suficiente de una muestra y se genera una lista de números al azar, preferentemente con un ordenador, y a una población de personas numeradas se aplican las preguntas a los encuestados que tengan un número igual a alguno de la serie aleatoria que fue creada. Hay dos pasos esenciales y son el diseño de las preguntas y el análisis final para sacar conclusiones a un nivel de estadística descriptiva. 
Una variante de las encuestas son los cuestionarios, menos elaborados, que no precisan muestreo ni validación estadística, en los que las preguntas y las respuestas se presentan en forma de escalas de actitud. Un uso típico consiste en presentar preguntas de actitud u opinión ante una cuestión, producto o servicio. Las respuestas son numéricas y se basan en un baremo de identificación con posturas extremas, escalas entre -5 y 5, sí o no, falso o verdadero, seleccionar uno o dos entre varios, ordenar por preferencias, etc.

### Entrevistas
Una entrevista en investigación cualitativa es una conversación en la que se hacen preguntas para obtener información. El entrevistador suele ser un investigador profesional o remunerado, a veces capacitado, que hace preguntas al entrevistado, en una serie alterna de preguntas y respuestas generalmente breves. Pueden contrastarse con grupos focales en los que un entrevistador indaga a un grupo de personas y observa la conversación resultante entre los entrevistados, o encuestas que son más anónimas y limitan a los encuestados a un rango de opciones de respuesta predeterminadas. En la investigación fenomenológica o etnográfica, las entrevistas se utilizan para descubrir los significados de los temas centrales en el mundo de la vida de los sujetos desde su propio punto de vista.
PROPÓSITO:Responde a la pregunta ¿por qué?
Los tipos de entrevistas son tres: 
- estructurada, sigue un orden en las preguntas, que ya han sido predefinidas y sigue este guion, ejemplo una entrevista a un político o a un científico.
- no estructuradas, se cambia en parte el orden incluso las preguntas según se vea que va desarrollándose el evento, ejemplo una entrevista a un artista, a un deportista.
- mixto no hay ningún guion ni en el orden ni el contenido de las preguntas y se va por donde el diálogo lo lleve, es informal, ejemplo un presentador de televisión a otro presentador de televisión.

### Observación
La observación participante implica una interacción duradera con las personas y los grupos a investigar. Las preguntas son las mismas que en las encuestas, pero sin influir en los encuestados. El grupo de Profesionales o el de Personas Observadas puede ser indistintamente grupo de control o experimental, según si las variables a estudiar son dependientes o independientes. Este método es más caro y lento pero puede suprimir lagunas y sobre todo, sesgos. Por ejemplo, la construcción de una fábrica puede interesar o no a las personas - puestos de trabajo versus contaminación - y a grupos de profesionales por otras razones - beneficios con desarrollo. Uno de los grupos ha sido informado acerca del proyecto. Se trata de ver la influencia de la exposición a la información en la decisión a considerar.
La estadística de todas las respuestas del grupo de personas observadas se puede o no contrastar con el grupo profesional y también éste puede ser el grupo a observar. Es una mínima experimentación. El principal problema es que las personas proyectan sus respuestas idealizando la situación y también contestando según sus necesidades, pero hay hechos sociales que se estudian mejor con este método.
El problema de la observación está relacionado con la descripción etic que podría hacer un observador externo, y la descripción emic que usualmente hacen los implicados en un proceso social.

### Documentación
Es una vía de investigación, pero más bien debe acompañar a cada uno de los otros métodos como etapa preparatoria. Este análisis puede realizarse a través de comparaciones y con el estudio de otras encuestas o estadísticas, antecedentes o planteamientos previos. Se pueden definir algunas preguntas y si es preferible otro enfoque, como examinar indicadores o establecer prioridades sociales. Es un trabajo de gabinete, de laboratorio o de biblioteca. 

### Experimentación
Es seguramente el más elaborado y consiste en trabajar con dos grupos de encuestados o más y alternarlos en todas sus combinaciones posibles de ser grupo experimental o grupo de control; los que tienen la característica o variable independiente que estamos observando, grupo experimental, y otro grupo de control, que no tiene la característica o variable y por tanto no está expuesto al estímulo de la variable a estudiar y actúa como placebo. El tratamiento es el mismo que para la encuesta o la observación participativa y es incluir porcentajes o medias y análisis de regresión o correlación o de análisis espacial o factorial (llamado en inglés path analysis), que sean precisos. Los grupos mejor si pueden ser aleatorios en cuanto a los participantes. También el grupo de control o el experimental puede ser un similar estudio hecho hace algún tiempo y el mismo estudio actualmente, pero con distintas personas, donde el 'cambio social' es el protagonista de un fenómeno de 'evolución y difusión cultural'. El método puede y debe iniciarse con la documentación que incluye otros estudios, páginas de información y datos censales de la población a entrevistar u observar. En este capítulo hay que considerar las facilidades de formar un panel de investigación con personas seleccionadas y fijas. Asignarles funciones de grupos de control o experimental o piloto o simplemente básico para los estudios por encuestas.

## Análisis de datos

### Análisis de regresión
En estadística, el análisis de la regresión es un proceso estadístico para entender cómo una variable depende de otra variable. Por ejemplo, si se requiere entender cómo la edad de una persona afecta a su salario, se puede usar la regresión para encontrar una relación entre las dos variables. En términos simples, la regresión es una línea que se traza en un gráfico que muestra la relación entre dos variables. La línea se ajusta a los puntos de datos para mostrar la tendencia general entre las dos variables. Por ejemplo, si la edad y el salario están relacionados, la línea de regresión mostrará cómo el salario aumenta a medida que la edad de una persona aumenta. La regresión es una herramienta valiosa porque permite a los científicos de datos entender cómo dos variables están relacionadas y predecir valores futuros. Por ejemplo, si tienes la edad de una persona, puedes usar la línea de regresión para predecir su salario futuro.
Incluye muchas técnicas para el modelado y análisis de diversas variables, cuando la atención se centra en la relación entre una variable dependiente y una o más variables independientes (o predictoras). Más específicamente, el análisis de regresión ayuda a entender cómo el valor de la variable dependiente varía al cambiar el valor de una de las variables independientes, manteniendo el valor de las otras variables independientes fijos. Más comúnmente, el análisis de regresión estima la esperanza condicional de la variable dependiente dadas las variables independientes - es decir, el valor promedio de la variable dependiente cuando se fijan las variables independientes. Con menor frecuencia, la atención se centra en un cuantil, u otro parámetro de localización de la distribución condicional de la variable dependiente dadas las variables independientes. En todos los casos, el objetivo de la estimación es una función de las variables independientes llamada la función de regresión. En el análisis de regresión, también es de interés caracterizar la variación de la variable dependiente en torno a la función de regresión, la cual puede ser descrita por una distribución de probabilidad.
El análisis de regresión es ampliamente utilizado para la predicción y previsión, por su sencillez es una de las primeras herramientas matemáticas que se usa en el campo de aprendizaje automático. El análisis de regresión se utiliza también para comprender cuáles de las variables independientes están relacionadas con la variable dependiente, y explorar las formas de estas relaciones. En circunstancias limitadas, el análisis de regresión puede utilizarse para inferir relaciones causales entre las variables independientes y dependientes. Sin embargo, esto puede llevar a ilusiones o relaciones falsas, por lo que se recomienda precaución, por ejemplo, la correlación no implica causalidad.
Muchas técnicas han sido desarrolladas para llevar a cabo el análisis de regresión. Métodos familiares tales como la regresión lineal y la regresión por cuadrados mínimos ordinarios son paramétricos, en que la función de regresión se define en términos de un número finito de parámetros desconocidos que se estiman a partir de los datos. La regresión no paramétrica se refiere a las técnicas que permiten que la función de regresión consista en un conjunto específico de funciones, que puede ser de dimensión infinita.

### Análisis de componentes principales
En estadística, el análisis de componentes principales (en español ACP, en inglés, PCA) es una técnica utilizada para describir un conjunto de datos en términos de nuevas variables («componentes») no correlacionadas. Los componentes se ordenan por la cantidad de varianza original que describen, por lo que la técnica es útil para reducir la dimensionalidad de un conjunto de datos.
Técnicamente, el ACP busca la proyección según la cual los datos queden mejor representados en términos de mínimos cuadrados. Esta convierte un conjunto de observaciones de variables posiblemente correlacionadas en un conjunto de valores de variables sin correlación lineal llamadas componentes principales.
El ACP se emplea sobre todo en análisis exploratorio de datos y para construir modelos predictivos. El ACP comporta el cálculo de la descomposición en autovalores de la matriz de covarianza, normalmente tras centrar los datos en la media de cada atributo.
Debe diferenciarse del análisis factorial con el que tiene similitudes formales y en el cual puede ser utilizado como un método de aproximación para la extracción de factores.
En el análisis de datos, el primer componente principal de un conjunto de {\displaystyle p} variables, que se supone están distribuidas normalmente de forma conjunta, es la variable derivada formada como combinación lineal de las variables originales que explica la mayor parte de la varianza. El segundo componente principal explica la mayor varianza de lo que queda una vez eliminado el efecto del primer componente, y podemos proceder a través de {\displaystyle p} iteraciones hasta que se explique toda la varianza. PCA se utiliza más comúnmente cuando muchas de las variables están altamente correlacionadas entre sí y es deseable reducir su número a un conjunto independiente.
PCA se utiliza en análisis exploratorio de datos y para hacer modelos predictivos. Se utiliza comúnmente para reducción de dimensionalidad proyectando cada punto de datos en sólo los primeros componentes principales para obtener datos de menor dimensión preservando tanta variación de los datos como sea posible. El primer componente principal puede definirse equivalentemente como una dirección que maximiza la varianza de los datos proyectados. La {\displaystyle i}-ésima componente principal puede tomarse como una dirección ortogonal a las primeras {\displaystyle i-1} componentes principales que maximiza la varianza de los datos proyectados.

### Contraste de hipótesis
Dentro de la inferencia estadística, un contraste de hipótesis (también denominado test de hipótesis o prueba de significación) es un procedimiento para juzgar si una propiedad que se supone en una población estadística es compatible con lo observado en una muestra de dicha población. Fue iniciada por Ronald Fisher y fundamentada posteriormente por Jerzy Neyman y Egon Pearson.
Mediante esta teoría, se aborda el problema estadístico considerando una hipótesis determinada {\displaystyle H_{0}\,} y una hipótesis alternativa {\displaystyle H_{1}\,}, y se intenta dirimir cuál de las dos hipótesis se escogerá, tras aplicar el problema estadístico a un cierto número de experimentos. 
Está fuertemente asociada al concepto estadístico de potencia y a los conceptos de errores de tipo I y II, que definen respectivamente, la posibilidad de tomar un suceso verdadero como falso, o uno falso como verdadero. 

## El informe final
El informe de investigación debe poder dar cuenta de los pasos y las decisiones metodológicas que fueron seguidas a lo largo del proceso realizado. Este debe tener un título conspicuo y descriptivo y, si precisa, un subtítulo. 
A continuación puede incluir un resumen, junto al nombre o nombres de los investigadores e instituciones de trabajo. Se listan varias palabras clave, dos o tres líneas; con todo esto queda definido un artículo científico en nuestro caso y entramos en una exposición general del proyecto, sin ningún análisis. Viene luego el análisis de datos cuantitativos y cualitativos. El informe del resultado del diseño fijo y del flexible respectivamente. Decir que datos secundarios se emplean; si son datos censales de la población: género, edad, renta, tipo de vivienda, origen racial, etc., junto con los comentarios literales, se presentan las tablas estadísticas, elaboradas por características e intervalos, verticalmente, y por recuentos parciales, totales e incrementos en porcentajes, tal como los presentan las oficinas del censo.
Describir las variables, las relaciones entre variables (análisis cruzado) y la explicación de la relación. Si son datos cualitativos, sería un análisis de contenido de los cuadros estadísticos, que primero categoriza la información, establece áreas o dominios, compara frecuencias ocurridas en cada diferente categoría. Nuestras conclusiones hablarán de teorías, modelos o leyes probabilísticas. Aplicaciones y recomendaciones y resumen final o recapitulación con agradecimientos, terminan el informe final cuyo propósito era difundir nuestras pesquisas y pensando en que tipo de personas lo van a leer. Se debe procurar que el estilo literario sea conciso y desarrollado por pasos a lo largo de secciones o capítulos. No es recomendable el estilo telegráfico, que puede crear confusión en el hilo del mensaje. El informe debe incluir además un listado de la bibliografía y las fuentes de información que se utilizaron durante la investigación.  
Finalmente, y además de la metodología, un proyecto desarrollado - Gestión de proyectos - utilizará técnicas descriptivas de planificación para fabricar el proyecto y gestionarlo: recursos, plazos, caminos, costes, personas, fases o etapas, previsiones, etc., que serán las pautas. Estas técnicas gráficas de Ingeniería y Organización son los métodos PERT, CPM, Diagrama de flujo, Gráfico de Progreso de Gantt, (Gantt en versión inglesa), Teoría de grafos, Análisis del camino, etc. Estas técnicas ayudan para la práctica de la investigación cualitativa.

## Consideraciones éticas
Como en cualquier forma de investigación que se ocupa de temas humanos, el investigador debe asegurarse de respetar ciertos límites éticos durante la investigación. Debe tener claramente establecidos estos límites antes de comenzar el estudio, y prever directrices en caso de cualquier problema de comportamiento ético. Una de tales cuestiones se plantearía al estudiar una población donde pueden ocurrir actividades ilegales o cuando se trabaja con niños menores de edad. Otra de las principals preocupaciones éticas es el consentimiento informado y la participación voluntaria. Existe la cuestión de decidir cómo obtener el consentimiento informado: por cada individuo en el grupo de estudio, de la persona de liderazgo, o no informar a nadie de su verdadero propósito con el temor de influir en las actitudes de los miembros, lo que podría sesgar las observaciones registradas. La decisión se basa en la naturaleza del estudio y en las reflexiones personales del investigador sobre la relación costo-beneficio de la situación.
Puede haber casos en que los miembros no quieran ser parte del estudio y soliciten que se eliminen todos los datos recolectados pertinentes a ellos. En este caso, el investigador está obligado a renunciar a los datos que puedan identificar a los miembros de alguna manera. Por encima de todo, es responsabilidad del investigador que los participantes del estudio no sufran ningún efecto negativo directo o indirecto a causa del estudio, que los participantes sean informados de sus derechos como sujetos de investigación y que el grupo sea elegido justamente para el estudio.
La Asociación Americana de Antropología y la Asociación Americana de Sociología tienen declaraciones completas sobre el código de conducta para la investigación social.